# Храмовна гора
Храмска гора (хебрејски: הר הבית [Har haBáyit] / הר המוריה [Har haMoria]) је верска локација у Старом граду у Јерусалиму.
Према јеврејској традицији се с тог места свет проширио у свој данашњи облик, односно одатле је Бог покупио прах да створи првог човека Адама, где је Адам направио жртвеник за Бога, где су Каин и Авељ понудили жртве, и где је Аврам понудио Исака као жртву. На том је месту Бог одлучио „обитавати“, због чега су тамо саграђена прва два јерусалимска храма. Према традицији се верује како ће трећи и последњи Храм такође бити саграђен на том месту. Храм се сматра најсветијим местом јудаизма и због тога многи Јевреји никада неће тамо крочити ногом.
Међу муслиманима се Храмска гора сматра трећим најсветијим местом ислама. Поштовано као Племенито светиште и место Мухамедовог путовања у Јерусалим и уздизања у небо, Гора се такође повезује с јеврејским библијским пророцима који се поштују у исламу. Џамија Ел Акса и Купола на стени, најстарија очувана исламска грађевина на свету, тренутно се налазе на Гори.
С обзиром на међусобно супротстављена присвајања Јевреја и муслимана, сматра се једним од најспорнијих верских локалитета на свијету. Под управом Израела се налази од 1967. године, а и Израел и Палестинска самоуправа тврде да над њом имају суверенитет, што је једно од главних тачака Арапско-израелског сукоба. Муслиманско веће, познато као муслимански Вакуф, управља локалитетом. Израелска влада такође на њему спроводи контроверзну забрану молитве за не-муслиманске посетиоце.

## Галерија
- Модел Јерусалима
- Купола на стени
- Зид плача